# Traversodon
Traversodon is een geslacht van uitgestorven therapsiden, behorend tot de Cynodontia. Hij leefde in het Midden-Trias (ongeveer 242-235 miljoen jaar geleden) en zijn fossiele overblijfselen zijn gevonden in Zuid-Amerika.

## Naamgeving
De typesoort Traversodon stahleckeri werd in 1936 benoemd door Friedrich von Huene op basis van fossiele overblijfselen gevonden in het Paleorrota Geopark, São Pedro do Sul in Brazilië. De geslachtsnaam betekent 'overdwarstand', een verwijzing naar de schuine rij knobbels overdwars op de postcanine tanden. De soortaanduiding eert de Duitse paleontoloog Rudolf Stahlecker die opgravingen verrichtte in de Paleorrota.
Het holotype is GPIT/RE/7170, een schedel met een dentarium van de onderkaak.

## Beschrijving
Traversodon moet behoorlijk groot en redelijk robuust van bouw zijn geweest; de schedel had grote slaapvensters en een gegroefde schedelkam voor een grote spieraanhechting. De snuit was vrij kort en smal, met kleine scherpe tanden en twee grote langwerpige bovenste hoektanden. De postcaninen, de tanden achter de hoektanden, waren molariform, kiesvormig; die van het bovenkaaksbeen waren breder dan lang en voorzien van een transversale trog (behalve de eerste molariform). De transversale sulcus van de postcaninen bevond zich aan de achterkant van de boventanden en aan de voorkant van de ondertanden. De postcaninen van de onderkaak waren langer dan breed. Het cornoïde uitsteeksel van de onderkaak was verhoogd maar vrij subtiel. Het postcraniale skelet werd gekenmerkt door een opperarmbeen dat niet erg sterk was, terwijl het dijbeen zeer brede en dikke uiteinden had maar een vrij slanke schacht.

## Fylogenie
Traversodon is het typegeslacht van de traversodontiden, een groep cynodonten met herbivore levenswijze, vergelijkbaar met de kleinere trirachodontiden. Ondanks dat het het geslacht is dat de familie zijn naam geeft, is Traversodon niet bijzonder bekend, in tegenstelling tot andere traversodonten zoals Exaeretodon en Massetognathus.